# Gyulakeszi
Gyulakeszi község Veszprém vármegyében, a Tapolcai járásban. Szent István magyar király korától egészen az 1950-es megyerendezésig Zala vármegyéhez tartozott.

## Fekvése
A község a Balaton-felvidéken, Tapolcától alig 4 kilométerre, a Csobánc hegy nyugati lábánál fekszik, a Badacsonytomajt Tapolcával összekötő 7316-os úton. A település déli szélén ér véget az előbbi útba csatlakozva, közel 20 kilométer után a Zánkától induló és a Káli-medence területén kelet-nyugati irányban végighúzódó 7313-as út is.

## Élővilága

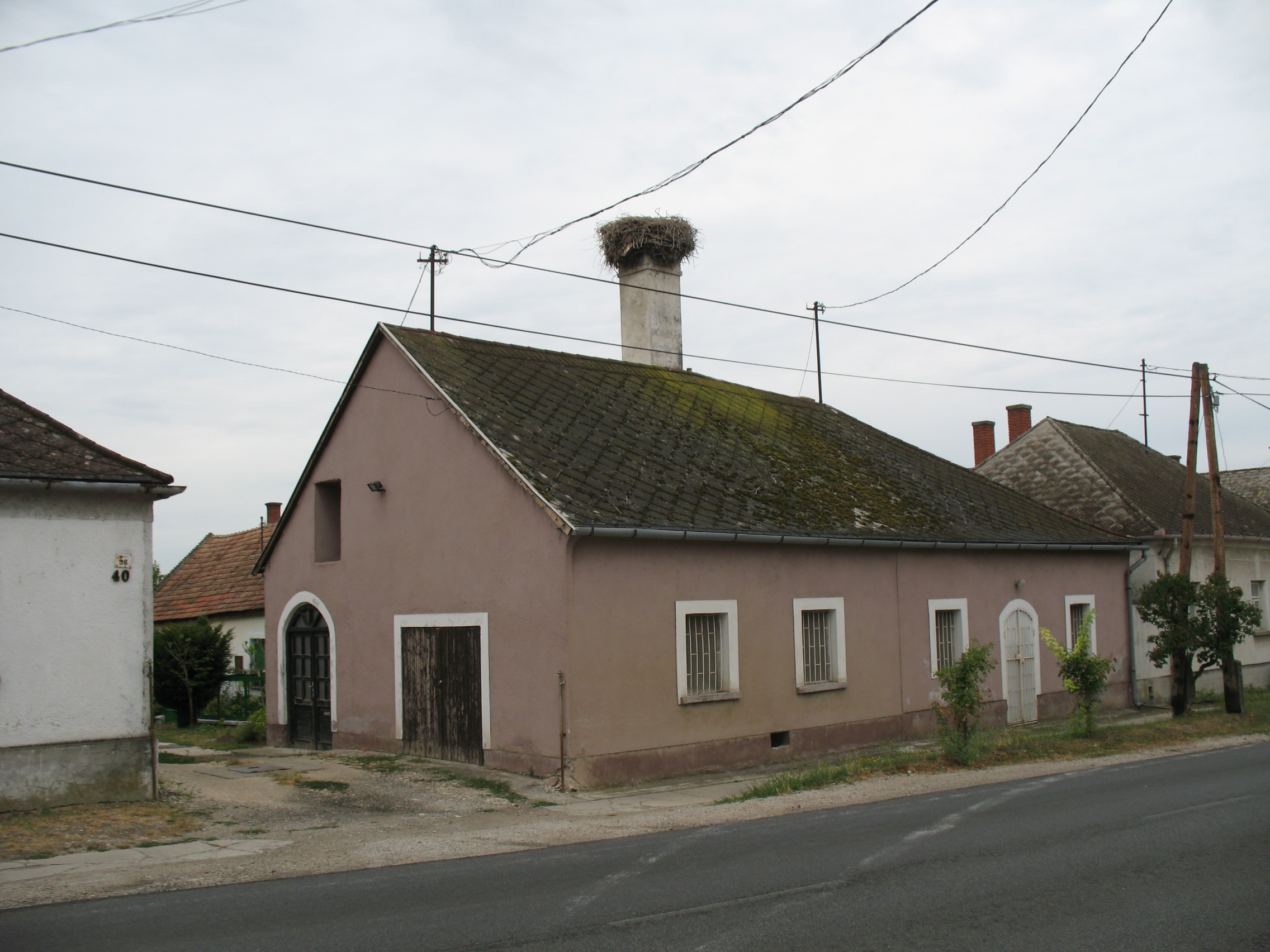

A posta melletti épület kéményén gólyafészek található.

## Története

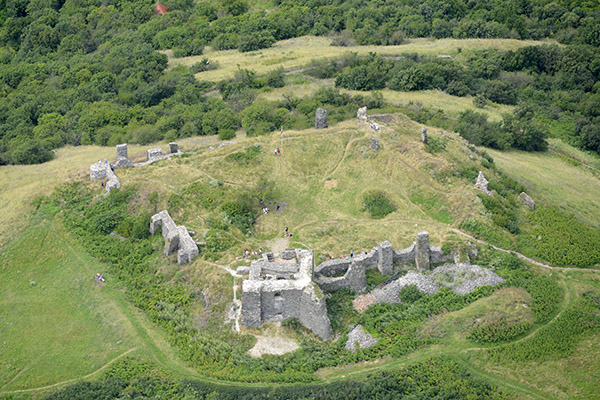
Csobánc vára légi fotón

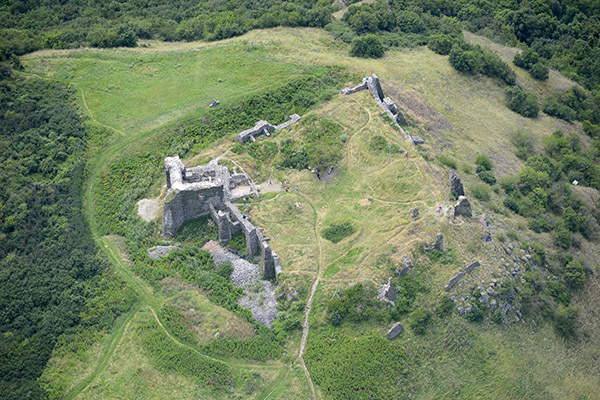
Gyulakeszi, Csobánc vára légi felvétel

Az ősrégi településen minden kor nyomai megtalálhatók. Először 1180-ban említi oklevél Kesző néven, 1522-től Gyulakeszi. 1678-tól a herceg Esterházy család volt a település földesura. 1869-ben nagy tragédia érte a községet: egy tűzvészben az egész falu leégett templomostól. A tragédia után csak lassan épült fel újra.

### Csobánc vára
A vár építését feltehetően az 1250-es években kezdték el (1255-ben tesznek először említést a korabeli feljegyzések), de az 1270-es években már mint elkészült várról tesz említést egy korabeli oklevél. Építtetői a diszeli nemesek voltak, azonban az 1300-as években már a dél-itáliai eredetű Rátót nembeli Gyulaffy-család tulajdona, egészen a 17. század második feléig.
A hadas idők első szele 1490-ben érte a várat, mikor Mátyás király halála után Habsburg Miksa csapatai élén betört Magyarországra. Csobáncot, mint veszélyeztetett várat, Kinizsi Pál utasítására erődíteni kezdték.
Az 1550-es-'60-as évek Csobánc ura és kapitánya rátóti Gyulaffy László, aki korának ismert végvidéki lovastisztje, győzhetetlen bajvívója, Veszprém vára 1566. évi ostromának hőse volt.
Ezekben az években Csobáncot több alkalommal is ostromolták a törökök, de elfoglalni sohasem tudták.
Az 1600-as évek sem voltak kevésbé mozgalmasak. 1664-ben a vár alatt vonult el a Szentgotthárdnál vesztes csatát vívó török haderő, soraiban Evlija Cselebi történetíró-világutazóval, aki műveiben meg is említi Csobáncot.

## Közélete

### Polgármesterei
- 1990–1994: Ifj. Tóth József (független)[3]
- 1994–1998: Tóth József (független)[4]
- 1998–2002: Pappné Ruska Éva (független)[5]
- 2002–2006: Tóth József (független)[6]
- 2006–2010: Tóth József (független)[7]
- 2010–2014: Tóth József (független)[8]
- 2014–2019: Szennyainé Kovács Veronika (független)[9]
- 2019–2024: Orbán József (független)[10]
- 2024– : Kutasiné Papp Éva (független)[1]

## Népesség
A település népességének változása:
| Lakosok száma | 710  | 703  | 695  | 686  | 628  | 639  | 628  |
|               | 2013 | 2014 | 2015 | 2021 | 2022 | 2023 | 2024 |

A 2011-es népszámlálás során a lakosok 83,3%-a magyarnak, 1,7% németnek, 2,4% cigánynak mondta magát (16,4% nem nyilatkozott; a kettős identitások miatt az végösszeg nagyobb lehet 100%-nál). A vallási megoszlás a következő volt: római katolikus 67,6%, református 2,4%, evangélikus 0,3%, görögkatolikus 0,1%, felekezeten kívüli 5,3% (23,6% nem nyilatkozott).
2022-ben a lakosság 88,7%-a vallotta magát magyarnak, 1,3% németnek, 1,1% cigánynak, 0,3% lengyelnek, 0,2% horvátnak, 0,2% bolgárnak, 0,2% szlováknak, 3,7% egyéb, nem hazai nemzetiségűnek (10,8% nem nyilatkozott; a kettős identitások miatt a végösszeg nagyobb lehet 100%-nál). Vallásuk szerint 29,3% volt római katolikus, 2,9% református, 0,5% evangélikus, 0,3% görög katolikus, 1,6% egyéb keresztény, 0,3% egyéb katolikus, 14,6% felekezeten kívüli (49,8% nem válaszolt).

## Nevezetességei
- Csobánc vára
- A felfelé vezető út mellett az elpusztult Csobáncszögi község templomának falai omladoznak. A 13. század elejéről származó román kori épületet a környékbeli nép „Rossz-templomnak” nevezte el.
- A Szent Márton püspök római katolikus templom eredetijét valószínűleg az Esterházyak építtették a 18. században. 1869-ben leégett, és az Esterházy család újjáépítette. Napjainkra a templom elhagyatottá vált, a vakolat omladozik, körülötte elvadult a bozótos növényzet.
- Mögötte található Merencsics Tibor alkotása, Gyulaffy László bronz mellszobra. A „magyar Achilles”, Csobánc várának védője innen őrzi a síkságból kiemelkedő szépséges bazalthegyet, a Csobáncot.
- Szent Donát kápolna a szőlőhegyen
- Esterházy-kastély (18. század)
- Csigó-kastély (18. század)

## Képgaléria

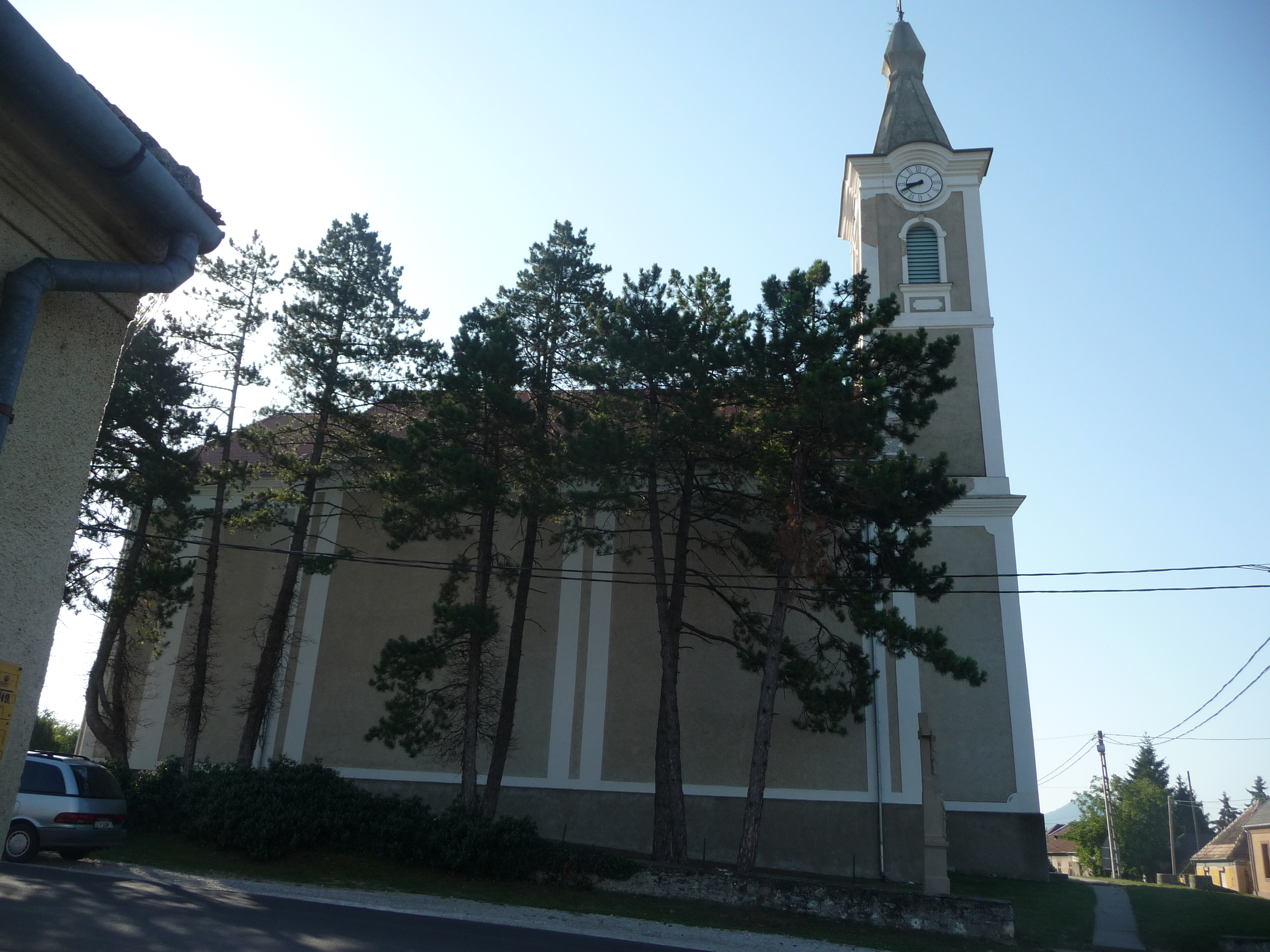
Szent Márton püspök római katolikus templom
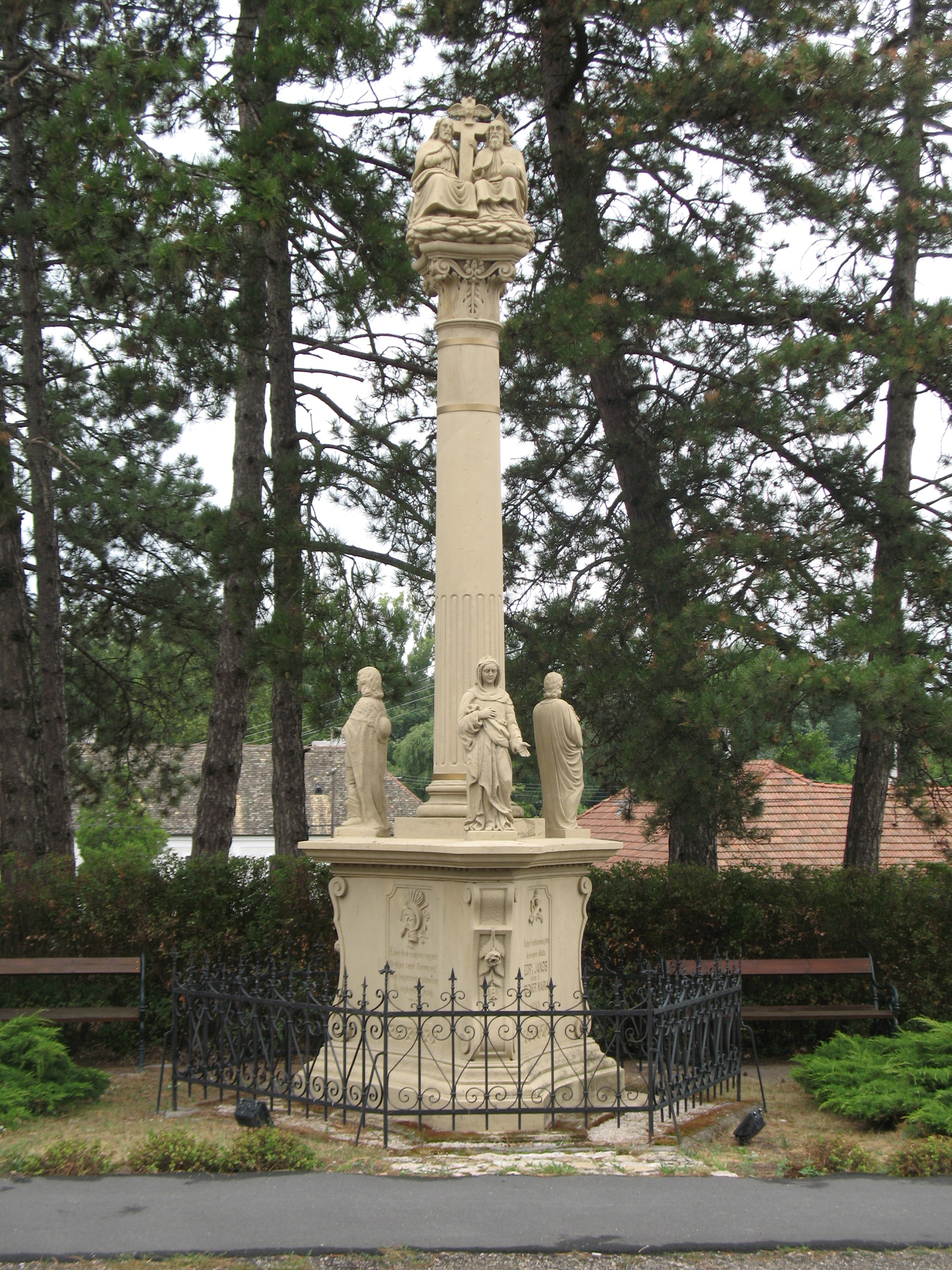
A Szentháromság-szobor
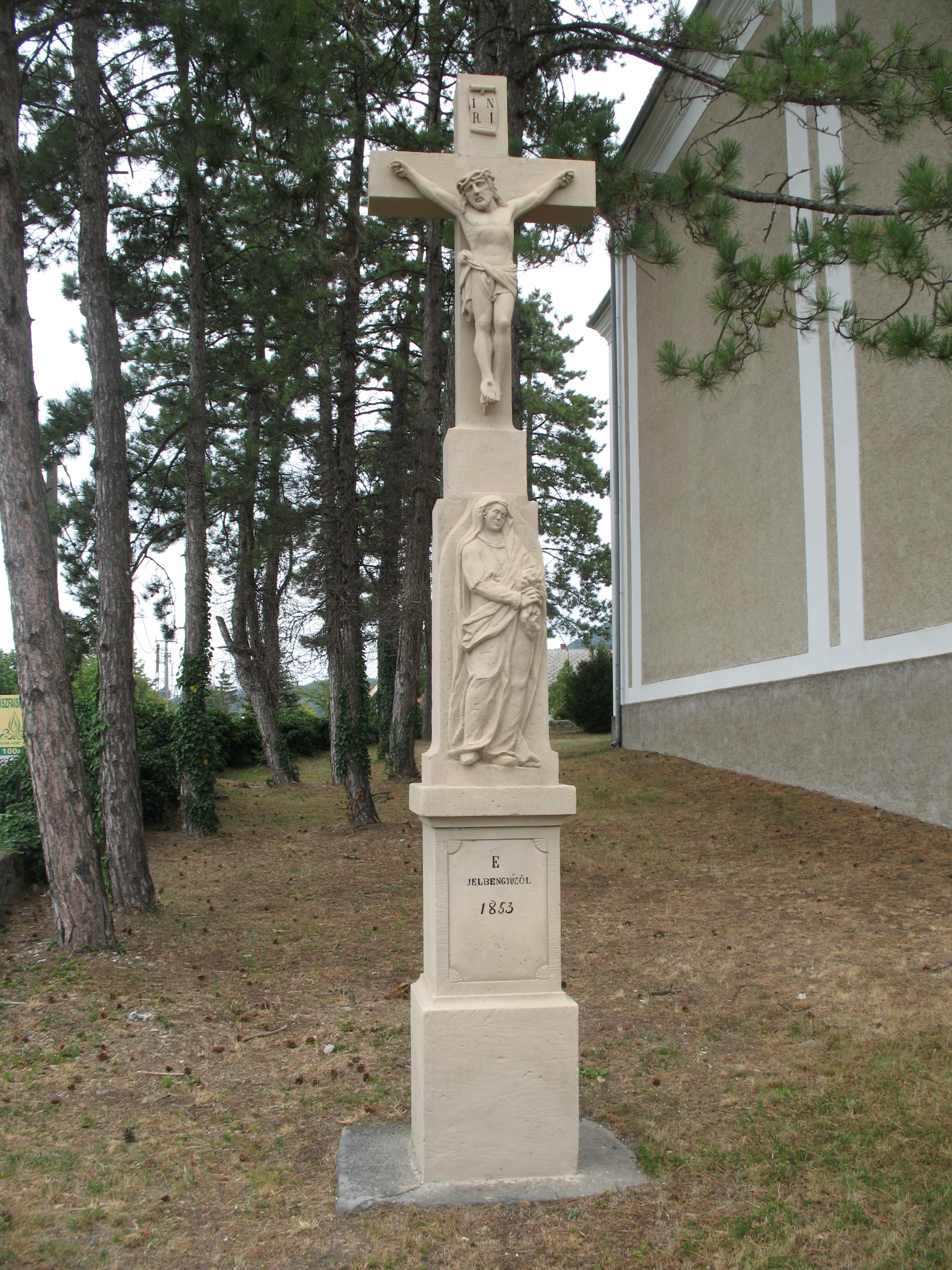
Kereszt 1853-ból
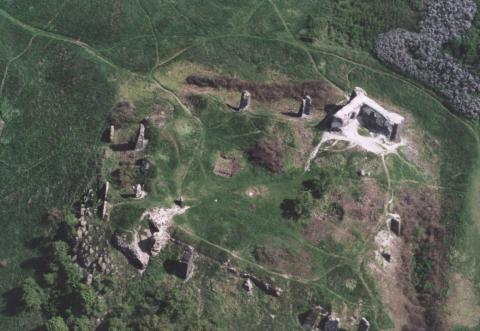
A Csobánc látképe